# Gary Karr
Gary Karr (Los Ángeles, 20 de noviembre de 1941-16 de julio de 2025) fue un contrabajista clásico y docente estadounidense.

## Biografía
En mi familia hay siete generaciones en el pasado en la que todos han tocado contrabajo. Mi abuelo era ruso y contrabajista, y el profesor de mi abuelo enseñó a tres generaciones de mi familia.
Gary Karr, entrevista en la agencia de noticias de la Universidad Nacional (Bogotá), 19 de octubre de 2009

Varios miembros de su familia ―su abuelo, su padre, su tío y dos de sus primos― eran o habían sido contrabajistas y habían tocado en diferentes orquestas del área de Los Ángeles. A los 9 años de edad su abuelo incentivó a Karr a dedicarse a la música.
Entró en la Universidad de California, donde estudió con Herna Reinshagen ―contrabajista principal de la Filarmónica de Nueva York―.
Estudió en la Northwestern University, donde tomó clases con Warren Benfield ―contrabajista de la Orquesta Sinfónica de Chicago―. Se mudó a la Julliard School of Music (donde más tarde él mismo daría clases). En la Julliard fue influenciado por una gran cantidad de famosos músicos incluyendo al contrabajista californiano Stuart Sankey. En 1961, Karr hizo su debut profesional en una gira con la Chicago Little Symphony.
Un año más tarde (1962) llegó su primera presentación como solista en el prestigioso Carnegie Hall (Nueva York).
Luego de ese show, Karr recibió una llamada de Olga Kusevitski ―viuda del virtuoso contrabajista ruso Serguéi Kusevitski (1874-1951)―, que había estado en el concierto de Karr; le donó el contrabajo que había pertenecido a Kusevitski. Karr utilizó ese contrabajo para sus grabaciones. En 2001 empezó a utilizarlo también en los escenarios.
En esa época se creía que el Kusevitski-Karr era un contrabajo construido en 1611 por los hermanos Amati. Pero en 2005, una investigación científica determinó que había sido construido por luthiers franceses en el siglo XVIII.
En 1967, Gary Karr fundó la ISB (Internacional Society of Bassists: Sociedad Internacional de Contrabajistas) la cual se dedica a la enseñanza y difusión de este instrumento. No satisfecho con la ISB, a mediados de los años ochenta, Karr creó la Karr Doublebass Foundation (Fundación Karr del Contrabajo), una organización sin fines de lucro.
Gary Karr ha tocado en prestigiosas orquestas en todo el mundo, como
la Filarmónica de Londres,
la Sinfónica de Chicago,
la Sinfónica de Montreal,
la de Jerusalén,
la de Oslo,
la Orquesta de Cámara de Zúrich, y
las mayores orquestas de Australia.